# Paul Eddington

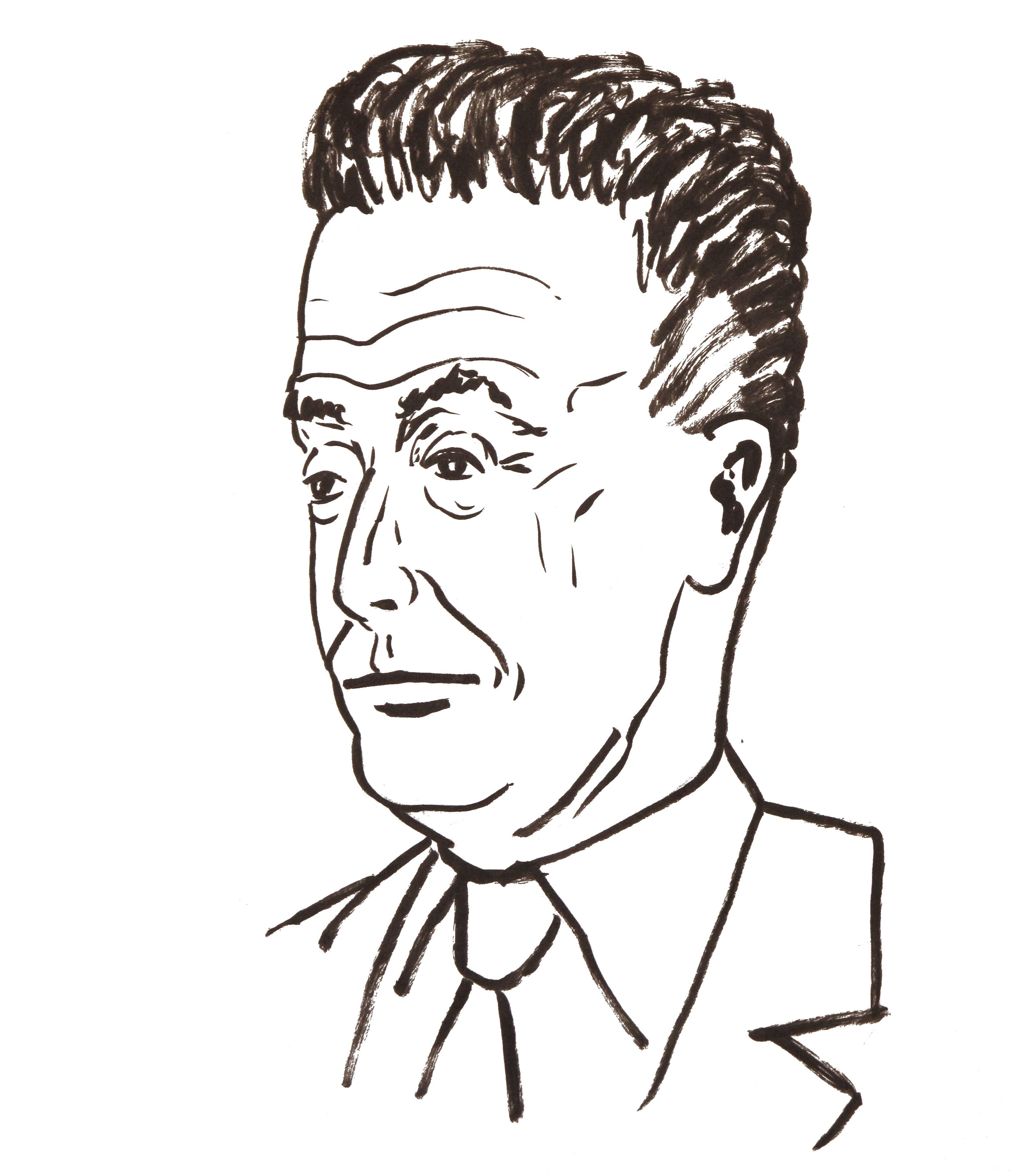
Paul Eddington

Paul Eddington, CBE (* 18. Juni 1927 in London als Paul Clark-Eddington; † 4. November 1995 ebenda) war ein britischer Schauspieler.

## Leben
Der aus einer verarmten Quäker-Familie stammende Eddington verließ mit 17 Jahren die Schule und arbeitete zunächst als Schaufensterdekorateur für einen Supermarkt. Daneben übernahm er Bühnenrollen bei Auftritten einer Amateurtheatergruppe. Schließlich wandte er sich ganz der Schauspielerei zu und erhielt eine Anstellung als Schauspieler bei der Truppenbetreuung, der Entertainments National Service Association (ENSA). Als bekannt wurde, dass Eddington überzeugter Pazifist und Kriegsdienstverweigerer war, musste er die ENSA jedoch wieder verlassen.

## Theater
1951 besuchte er schließlich für ein Jahr eine professionelle Schauspielschule, die renommierte Royal Academy of Dramatic Art. In den Folgejahren führten ihn Engagements zu kleineren Theatergruppen wie der von Sir Barry Jackson geleitete Birmingham Repertory Company und nach Sheffield. Dort lernte er die Kollegin Patricia Scott kennen, die er am 28. April 1952 heiratete. Eddington legte seinen künstlerischen Schwerpunkt weiterhin auf die Bühnenarbeit und spielte mittlere und größere Rollen in Inszenierungen von Stücken Shakespeares, Shaws und Cowards. 1961 debütierte er schließlich am Londoner West End als Rabbi in der Komödie The 10th Man im Comedy Theatre.
Obwohl sich Eddington als Darsteller komischer und ernster Rollen gleichermaßen einen Namen machte, stagnierte seine Schauspielkarriere allmählich, und er gab sich vorwiegend mit Nebenrollen zufrieden. 1962 spielte er u. a. mit der Bristol Old Vic Company, wo er einige Zeit neben John Gielgud spielte, der seine Arbeit entscheidend prägte.

## Fernsehen
1956 gab Paul Eddington in der Abenteuerserie Die Abenteuer von Robin Hood sein Fernsehdebüt. In insgesamt 39 Episoden der Serie spielte er wechselnde Charaktere, ehe er 1959 für zwei Staffeln mit Will Scarlett eine der festen Rollen der Serie übernahm. Doch auch in diesem Medium waren ihm über lange Jahre nur Nebenrollen beschieden wie neben Richard Attenborough im Thriller Der Tod hat Verspätung, in der Edgar-Wallace-Verfilmung The Man Who Was Nobody, neben Christopher Lee im Horror-Film Die Braut des Teufels und als Brutus in der Historien-Reihe The Spread of the Eagle. Außerdem übernahm er zahlreiche Gastauftritte in populären Fernsehserien wie Ivanhoe (mit Roger Moore in der Titelrolle), Mit Schirm, Charme und Melone, Catweazle, Geheimauftrag für John Drake und Nummer 6.

## Künstlerischer Durchbruch
Den künstlerischen Durchbruch erreichte Eddington erst als Mittvierziger. 1974 spielte er neben Richard Briers am Londoner West End in einer Komödie von Alan Ayckbourn (Absurd Person Singular). Unter den Zuschauern war auch der BBC-Produzent John Howard Davies, der Darsteller für eine neue Comedy-Serie suchte, deren Humor dem Ayckbourns ähnelte. The Good Life handelte von einem jungen Aussteiger-Paar im Kleingarten-Idyll der Londoner Vorstadt Surbiton. Briers spielte die Hauptrolle des Tom Good, Eddington den Buffo-Part des Nachbarn Jerry Leadbetter. Obwohl die Figur zunächst nur für eine kleine Rolle angelegt worden war, entwickelte sie sich zu einer festen Größe der beim Publikum beliebten Serie und verhalf Eddington zu einer größeren Popularität.

## Yes, Minister!
Nach der Einstellung von The Good Life erhielt Eddington eine Rolle in der BBC-Politik-Sitcom Yes, Minister über die skurrilen politischen Aktionen im fiktiven Ministerium für Verwaltungsangelegenheiten. Eddington wollte zunächst die Rolle des Staatssekretärs Sir Humphrey Appleby übernehmen, der auf subtile Weise in jeder Folge den Eigeninteressen des Beamtenapparates Geltung verschafft, verkörperte aber schließlich die Hauptrolle des ebenso naiven wie enthusiastischen Ministers James Hacker. Seinen Widerpart in dieser politischen Variante von Jeeves & Wooster mimte Nigel Hawthorne. Der Serie war beim Publikum überaus erfolgreich und erntete nicht nur bei den professionellen Kritikern, sondern auch bei führenden Politikern wie Margaret Thatcher Lob. 1986 wurde eine Fortsetzung unter dem Titel Yes, Premierminister gedreht, in der James Hacker schließlich als britischer Regierungschef auch eigene Vorhaben gegen den Willen von Sir Humphrey verwirklichen kann. Sowohl Eddington als auch Hawthorne wurden für ihr künstlerisches Schaffen 1987 mit dem Commander of the Order of the British Empire ausgezeichnet.
In seinen letzten Lebensjahren widmete sich Eddington wieder stärker dem Theater und übernahm nur noch selten Rollen in Film und Fernsehen, so etwa im Fernsehkrimi Mord im Pfarrhaus (mit Joan Hickson als Miss Marple) und im Drama Die letzten Tage der Unschuld.

Stattdessen spielte er auf Bühnen in England und Australien und erhielt für seine Darstellung in Harold Pinters No Man's Land den London Critics’ Circle Theatre Award als bester Schauspieler. Daneben zeigte Eddington soziales Engagement und sammelte als Vorsitzender des International Committee for Artists’ Freedom Geld für Theaterproduktionen von Dissidenten in zahlreichen Ländern.

## Krankheit und Tod
Bereits während der Arbeit an Yes, Minister verschlechterte sich Eddingtons Gesundheitszustand zunehmend. Mitte der 80er Jahre wurde Mycosis fungoides, eine Form von Hautkrebs, diagnostiziert. Trotz Chemotherapien und späteren Herzproblemen setzte Eddington die Dreharbeiten fort und übernahm weiterhin Theaterrollen. Kurz vor seinem Tod gab er in der Reihe Face to Face dem Fernsehjournalisten Jeremy Isaacs ein ausführliches Interview, in dem er seine Krebserkrankung auch als Grund für seine raren Auftritte in Film und Fernsehen angab: Während bei Nahaufnahmen die Spuren der Krankheit deutlich zu erkennen gewesen wären, konnte er auf der Bühne seine labile Gesundheit überspielen. Eddingtons letzter Fernsehauftritt in einer Adaption von Shakespeares Henry IV. (mit Ronald Pickup in der Titelrolle) wurde nur zehn Tage vor seinem Tod das erste Mal ausgestrahlt. Am 4. November 1995 starb er im Alter von 68 Jahren.
1995 erschienen Eddingtons Memoiren unter dem Titel So Far, so Good. 2001 strahlte die BBC zu Ehren des Schauspielers das halbstündige Porträt Paul Eddington: A Life Well Lived aus, in dem u. a. Richard Briers, Margaret Thatcher und die Yes, Minister-Co-Stars Nigel Hawthorne und Derek Fowlds von ihren Erinnerungen an Eddington erzählten.

## Filmografie (Auswahl)
- 1956: Der geheimnisvolle Forst (The Secret of the Forest)
- 1956–1960: Die Abenteuer von Robin Hood (The Adventures of Robin Hood; Fernsehserie, 64 Folgen)
- 1958: The Diary of Samuel Pepys (Fernsehserie, 8 Folgen)
- 1959: Der Tod hat Verspätung (Jet Storm)
- 1960: The Man Who Was Nobody
- 1963: The Spread of the Eagle
- 1967: Nummer 6 (The Prisoner, Fernsehserie, 1 Folge)
- 1968: Die Braut des Teufels (The Devil Rides Out)
- 1971: Catweazle (Fernsehserie, Folge The Heavenly Twins)
- 1972: Die Wunder des Herrn B. (The Amazing Mr. Blunden)
- 1973: Baxter und die Rabenmutter (Baxter!)
- 1974: Die Spezialisten (Special Branch; Fernsehserie, 11 Folgen)
- 1975–1978: The Good Life (Fernsehserie, 30 Folgen)
- 1980–1984: Yes, Minister (Fernsehserie, 22 Folgen)
- 1982–1983: Let There Be Love (Fernsehserie, 12 Folgen)
- 1986–1987: Yes, Premierminister (Yes, Prime Minister; Fernsehserie, 16 Folgen)
- 1986: Miss Marple – Mord im Pfarrhaus (The Murder at the Vicarage, Fernsehfilm)
- 1992: Die letzten Tage der Unschuld (The Camomile Lawn; Fernseh-Miniserie, 4 Folgen)
- 1995: Henry IV. (Fernsehfilm)